# Fondazione Maeght
La Fondazione Marguerite et Aimé Maeght (pronuncia [mɑɡ]) è una suggestiva sede espositiva dedicata all'arte moderna e arte contemporanea, situata a Saint-Paul-de-Vence, località a circa 20 km da Nizza in Francia. Aperta tutto l'anno, sette giorni su sette, la Fondazione Maeght accoglie oltre 100.000 visitatori ogni anno e possiede una delle più grandi collezioni in Europa di dipinti, sculture e opere grafiche del XX secolo. La fondazione organizza importanti mostre tematiche o retrospettive che comprendono anche la letteratura artistica.

## Storia
La Fondazione Maeght è un grande spazio espositivo immerso nella natura, voluto a metà degli anni 1960 dai coniugi Marguerite e Aimé Maeght tra i più importanti editori d'arte e galleristi del secondo dopoguerra. 
Nella loro galleria di Parigi esposero molti tra gli artisti più significativi dell'epoca, come Giacometti, Braque, Léger e Calder, oltre a Joan Miró. Le opere di costoro compongono ormai una ricca collezione che i coniugi Maeght decisero di esporre in una sede appositamente progettata per ospitarla, affiancandola e arricchendola con altri lavori creati dagli artisti.
Venne inaugurata nel 1964 da André Malraux e divenne, in quel periodo, dopo il Musée d'art moderne di Parigi, la seconda sede espositiva per prestigio che si occupasse di arte moderna e contemporanea in Francia.
Espone in forma permanente opere di molti importanti artisti, pittori e scultori, del Novecento tra cui Jean Arp,  Pierre Bonnard, Georges Braque, Alexander Calder,  Marc Chagall, Eduardo Chillida, Fernand Léger, Alberto Giacometti,  Raoul Ubac e Joan Miró.
L'insieme comprende sale espositive, una cappella e una biblioteca di 30.000 volumi di arte moderna e contemporanea.
La cappella, dedicata a San Bernardo, contiene un crocefisso di fattura spagnola del XII secolo e una via crucis in ardesia di Raoul Ubac. Sono inoltre presenti due vetrate: La Croix et le Rosaire (la croce e il rosario) di Ubac e Oiseau mauve et blanc (uccello mala e bianco) di Georges Braque.
La Costa Azzurra, nel sud della Francia, era a quei tempi rifugio felice di molti intellettuali e i coniugi Maeght decisero così di costruire la sede della loro Fondazione nella cittadina di Saint-Paul de Vence, dove da tempo si ritrovavano alla "Colombe d'or" pittori, poeti e scrittori di grande personalità che lasceranno la loro testimonianza nel piccolo centro e nei dintorni, come la cappella di Vence decorata da Henri Matisse o il museo dedicato a Léger di Biot.
L'architetto catalano Josep Lluís Sert si occupò della costruzione, lavorando insieme a molti degli artisti ora ospitati nella Fondazione Maeght, per progettare l'ambientazione ideale alle proprie opere e per la creazione di altri spazi suggestivi. Molti degli spazi esterni della costruzione, come il Labirinto (Miró), furono ideati da Sert con la collaborazione di Mirò. Le sue ceramiche monumentali e i suoi bronzi si possono ora ammirare all'esterno dell'edificio, collocate sugli ampi spazi verdi per la gioia dei visitatori, mentre all'interno vi è una sala dedicata alla sua pittura. Altre importanti opere scaturite da queste collaborazioni sono: i mosaici murali di Marc Chagall e Pierre Tal Coat, il bacino e il mosaico di Braque, la vetrata della cappella che riprende il tema esatto degli uccelli che Georges Braque ha creato per il soffitto del Museo del Louvre e la vivace fontana di Pol Bury. 
Il cortile interno è dedicato a Alberto Giacometti. Vi sono ospitate le celebri sculture bronzee, L'Homme Qui Marche I e I. (l'uomo che cammina) Femme debout I e II e la Grande Tete, create da Giacometti nel 1959-60 per un monumento che avrebbe dovuto essere realizzato a New York in una piazza prospiciente la Chase Manhattan Bank. Fallito il progetto americano le sculture sono state portate nel cortile della fondazione che ha preso il nome di Cour Giacometti da quel momento.   
La fondazione Maeght è ispirata a modelli americani, come il Guggenheim Museum o le collezioni Barnes e Phillipps, scoperti dai coniugi Maeght durante i loro viaggi negli Stati Uniti nel 1950.  

Mappa della Fondazione Maeght

## Ampliamento spazio espositivo
Nel 2024, in occasione del sessantesimo dalla sua costituzione, la fondazione Maeght è stata ampliata di 500 metri quadrati ed inaugurata dopo diciotto mesi di lavori, su progetto dell'architetto Silvio d'Ascia, nel rispetto dell'architettura originale di Joseph Lluis Sert.